# Dedoviči
Dedoviči è un insediamento di tipo urbano della Russia europea nordoccidentale, situato nella oblast' di Pskov; appartiene amministrativamente al rajon Dedovičskij, del quale è il capoluogo.